# Tercera Federación - Grupo VI 2022-23
La temporada 2022-23 del Grupo VI de la Tercera Federación de fútbol comenzó el 11 de septiembre de 2022 y finalizó el 23 de abril de 2023. Posteriormente se disputa la promoción de ascenso entre el 30 de abril y el 21 de mayo en su fase territorial, y para finalizar en su fase nacional entre el 28 de mayo y el 4 de junio. Se trata de la segunda edición tras la restructuración de las categorías no profesionales por parte de la RFEF a causa de la pandemia global causada por el Coronavirus; y es la quinta categoría a nivel nacional.

## Sistema de competición
Participan dieciséis clubes en un único grupo. Se enfrentan todos contra todos en dos ocasiones -una en campo propio y otra en campo contrario- durante un total de 30 jornadas. El orden de los encuentros se decide por sorteo antes de empezar la competición. La Federación de Fútbol de la Comunidad Valenciana es la responsable de designar las fechas de los partidos y los árbitros de cada encuentro, reservando al equipo local la potestad de fijar el horario exacto de cada encuentro.
Una vez finalizada la competición, el primer clasificado asciende directamente a Segunda Federación y se proclama campeón de Tercera Federación.
Los clasificados entre el segundo y el quinto lugar disputan un Play Off territorial en formato de eliminatorias a doble partido de ida y vuelta. En caso de empate el vencedor de la eliminatoria es el equipo mejor clasificado. El equipo vencedor de este Play Off se clasifica a la Promoción de ascenso a Segunda Federación que tiene carácter de final interterritorial.
Los tres últimos clasificados descendían directamente a la nueva Lliga Comunitat; pero en el mes de mayo y una vez finalizada la temporada se anunció el acuerdo de la ampliación de la categoría, pasando de dieciséis a dieciocho equipos en cada uno de los grupos de Tercera Federación. En el mes de junio la RFEF lo confirmó en una circular, anunciando que las dos plazas vacantes deben ser propuestas por las federaciones territoriales y aprobadas por la RFEF, amparándose en los artículos 119 y 217 del Reglamento General en los que se da prioridad a los equipos que hayan ocupado puestos de descenso en esta categoría.

## Ascensos y descensos
| Pos. | Ascendidos a 2.ª Federación |
| ---- | --------------------------- |
| 1º   | Valencia C. F. Mestalla     |
| 2º   | Atlético Saguntino          |

| Pos. | Descendidos de 2.ª División RFEF |
| ---- | -------------------------------- |
| 14.º | Atlético Levante U. D.           |

| Pos.  | Ascendidos de Regional Preferente |
| ----- | --------------------------------- |
| 1º G2 | Patacona C. F.                    |
| 1º G4 | C. F. Gandía                      |
| 2º G5 | U. D. Rayo Ibense                 |

| Pos. | Descendidos a Regional Preferente |
| ---- | --------------------------------- |
| 15.º | C. D. Olímpic                     |
| 16.º | Callosa Deportiva C. F.           |
| 17.º | C. F. Recambios Colón             |
| 18.º | U. D. Benigànim                   |
| 19.º | Villajoyosa C. F.                 |

## Equipos

### Listado de equipos
| Equipo                         | Localidad                   | Estadio                          | Capacidad |
| ------------------------------ | --------------------------- | -------------------------------- | --------- |
| C. D. Acero                    | Puerto de Sagunto (Sagunto) | El Fornás                        | 5002      |
| Athletic Torrellano            | Torrellano (Elche)          | Isabel Fernández                 | 3000      |
| Atlético Levante U. D.         | Valencia                    | Ciudad Deportiva de Buñol        | 1000      |
| Atzeneta U. E.                 | Adzaneta de Albaida         | El Regit                         | 1500      |
| C. D. Castellón "B"            | Castellón de la Plana       | Javier Marquina                  | 2900      |
| Elche Ilicitano C. F.          | Elche                       | Polideportivo Altabix            | 150       |
| C. F. Gandía                   | Gandía                      | Estadio Guillermo Olagüe         | 3250      |
| Hércules C. F. "B"             | Alicante                    | Ciudad Deportiva Antonio Valls   | 1000      |
| F. C. Jove Español San Vicente | San Vicente del Raspeig     | Ciudad Deportiva                 | 2500      |
| Orihuela C. F.                 | Orihuela                    | Los Arcos                        | 4500      |
| Patacona C. F.                 | Alboraya                    | Municipal de la Patacona         |           |
| U. D. Rayo Ibense              | Ibi                         | Francisco Vilaplana              | 1500      |
| C. D. Roda                     | Villarreal                  | Ciudad Deportiva Pamesa Cerámica | 5000      |
| Silla C. F.                    | Silla                       | Vicente Morera                   | 3000      |
| Torrent C. F.                  | Torrente                    | San Gregorio                     | 3000      |
| Villarreal C. F. "C"           | Villarreal                  | Ciudad Deportiva Pamesa Cerámica | 5000      |

| Acero At. Torrellano At. Levante Atzeneta Castellón "B" Elche Il. Gandía Hércules "B" Jove Español Orihuela Patacona R. Ibense Roda Silla Torrent Villarreal "C" |

### Equipos por provincia
| N.º | Provincia | Equipos                                                                                   |
| --- | --------- | ----------------------------------------------------------------------------------------- |
| 6   | Alicante  | Athletic Torrellano, Elche Ilicitano, Hércules "B", Jove Español, Orihuela y Rayo Ibense. |
| 3   | Castellón | Castellón "B", Roda y Villarreal "C"                                                      |
| 7   | Valencia  | Acero, Atlético Levante, Atzeneta, Gandía, Patacona, Silla y Torrent.                     |

## Clasificación
| Pos. | Equipo                         | Pts. | PJ | G  | E  | P  | GF | GC | Dif. |                                                                      |
| ---- | ------------------------------ | ---- | -- | -- | -- | -- | -- | -- | ---- | -------------------------------------------------------------------- |
| 1    | Orihuela C. F. (A, C)          | 60   | 30 | 19 | 3  | 8  | 44 | 22 | +22  | Ascenso a Segunda Federación y Copa del Rey                          |
| 2    | Atzeneta U. E.                 | 58   | 30 | 15 | 13 | 2  | 46 | 23 | +23  | Acceso a Promoción de Ascenso a Segunda División RFEF y Copa del Rey |
| 3    | Torrent C. F. (A)              | 51   | 30 | 15 | 6  | 9  | 39 | 25 | +14  | Acceso a Promoción de Ascenso a Segunda Federación                   |
| 4    | Atlético Levante U. D.         | 51   | 30 | 13 | 12 | 5  | 29 | 17 | +12  | Acceso a Promoción de Ascenso a Segunda Federación                   |
| 5    | C. D. Roda                     | 46   | 30 | 12 | 10 | 8  | 29 | 23 | +6   | Acceso a Promoción de Ascenso a Segunda Federación                   |
| 6    | C. F. Gandía                   | 45   | 30 | 12 | 9  | 9  | 31 | 27 | +4   |                                                                      |
| 7    | Athletic Club Torrellano       | 40   | 30 | 11 | 7  | 12 | 29 | 36 | −7   |                                                                      |
| 8    | Villarreal C. F. "C"           | 39   | 30 | 11 | 6  | 13 | 33 | 37 | −4   |                                                                      |
| 9    | Patacona C. F.                 | 38   | 30 | 10 | 8  | 12 | 28 | 27 | +1   |                                                                      |
| 10   | C. D. Castellón "B"            | 34   | 30 | 8  | 10 | 12 | 29 | 37 | −8   |                                                                      |
| 11   | Elche Ilicitano C. F.          | 34   | 30 | 8  | 10 | 12 | 24 | 29 | −5   |                                                                      |
| 12   | C. D. Acero                    | 33   | 30 | 8  | 9  | 13 | 26 | 35 | −9   |                                                                      |
| 13   | U. D. Rayo Ibense              | 33   | 30 | 9  | 6  | 15 | 34 | 48 | −14  |                                                                      |
| 14   | F. C. Jove Español San Vicente | 32   | 30 | 7  | 11 | 12 | 20 | 27 | −7   |                                                                      |
| 15   | Silla C. F.                    | 30   | 30 | 7  | 9  | 14 | 25 | 40 | −15  |                                                                      |
| 16   | Hércules C. F. "B" (D)         | 28   | 30 | 7  | 7  | 16 | 32 | 45 | −13  | Descenso a Lliga Comunitat                                           |

Actualizado a los partidos jugados el 23 de abril de 2023.
 Fuente: Resultados Fútbol

## Resultados
| Local \ Visitante              | ACE | ATT | ATL | ATZ | CAS | EIL | GAN | HER | JOV | ORI | PAT | RAY | ROD | SIL | TOR | VRL |
| ------------------------------ | --- | --- | --- | --- | --- | --- | --- | --- | --- | --- | --- | --- | --- | --- | --- | --- |
| C. D. Acero                    | —   | 2–1 | 0–0 | 0–1 | 0–1 | 1–5 | 0–0 | 4–3 | 1–0 | 3–1 | 0–0 | 2–0 | 2–1 | 1–3 | 1–0 | 1–2 |
| Athletic Club Torrellano       | 0–0 | —   | 0–0 | 0–0 | 2–1 | 0–0 | 1–1 | 2–1 | 1–0 | 1–3 | 2–0 | 2–0 | 0–0 | 2–0 | 0–3 | 2–1 |
| Atlético Levante U. D.         | 1–1 | 2–0 | —   | 0–0 | 2–0 | 1–0 | 2–0 | 1–0 | 1–1 | 2–1 | 1–0 | 2–0 | 0–0 | 0–0 | 0–1 | 0–0 |
| Atzeneta U. E.                 | 1–1 | 1–0 | 1–0 | —   | 1–1 | 3–1 | 3–1 | 2–2 | 1–0 | 0–0 | 1–1 | 2–0 | 1–1 | 3–3 | 2–3 | 6–1 |
| C. D. Castellón "B"            | 0–0 | 0–1 | 1–1 | 1–2 | —   | 2–0 | 2–3 | 2–1 | 0–0 | 1–3 | 1–1 | 4–1 | 1–0 | 0–2 | 2–1 | 1–2 |
| Elche Ilicitano C. F.          | 0–0 | 2–1 | 2–1 | 1–2 | 2–1 | —   | 0–0 | 0–0 | 1–1 | 1–2 | 1–1 | 0–2 | 0–1 | 2–1 | 2–0 | 0–0 |
| C. F. Gandía                   | 0–0 | 2–1 | 0–1 | 1–1 | 2–0 | 1–0 | —   | 2–1 | 1–0 | 0–1 | 0–0 | 0–0 | 0–1 | 4–1 | 3–1 | 1–0 |
| Hércules C. F. "B"             | 2–1 | 4–3 | 2–0 | 1–2 | 0–0 | 1–2 | 0–0 | —   | 0–0 | 1–2 | 1–2 | 3–2 | 0–1 | 1–0 | 1–1 | 2–0 |
| F. C. Jove Español San Vicente | 3–1 | 2–1 | 0–2 | 1–1 | 0–2 | 0–0 | 1–1 | 1–0 | —   | 0–0 | 2–3 | 0–0 | 0–0 | 3–0 | 0–2 | 1–0 |
| Orihuela C. F.                 | 0–1 | 1–2 | 0–1 | 0–1 | 3–0 | 0–0 | 3–1 | 2–1 | 2–0 | —   | 1–0 | 4–0 | 2–1 | 3–0 | 1–0 | 3–0 |
| Patacona C. F.                 | 1–0 | 0–1 | 0–1 | 1–2 | 0–2 | 2–0 | 1–0 | 1–0 | 0–1 | 1–0 | —   | 1–0 | 0–0 | 3–0 | 0–1 | 1–1 |
| U. D. Rayo Ibense              | 2–1 | 4–0 | 2–2 | 0–4 | 1–1 | 3–1 | 2–0 | 4–0 | 1–0 | 0–2 | 1–5 | —   | 2–1 | 0–1 | 1–1 | 1–2 |
| C. D. Roda                     | 1–0 | 0–0 | 1–1 | 2–1 | 1–1 | 1–0 | 2–3 | 0–2 | 2–0 | 1–2 | 3–1 | 2–0 | —   | 2–1 | 0–0 | 1–1 |
| Silla C. F.                    | 1–0 | 0–1 | 1–2 | 0–0 | 0–0 | 1–1 | 1–2 | 2–2 | 1–0 | 1–2 | 1–1 | 1–1 | 0–1 | —   | 0–2 | 1–0 |
| Torrent C. F.                  | 2–1 | 3–0 | 2–1 | 0–0 | 1–1 | 1–0 | 1–0 | 5–0 | 0–1 | 0–1 | 2–1 | 4–3 | 0–1 | 0–0 | —   | 1–0 |
| Villarreal C. F. "C"           | 3–1 | 3–2 | 1–1 | 0–1 | 4–0 | 0–1 | 0–2 | 1–0 | 2–2 | 3–0 | 1–0 | 0–1 | 2–1 | 1–2 | 2–1 | —   |

## Play Off de Ascenso a Segunda Federación

#### Fase autonómica (Comunidad Valenciana)
|  | Semifinales                     | Semifinales                     | Semifinales                     |   |                | Final                   | Final                   | Final                   |  |
|  | 30 de abril y 7 de mayo de 2023 | 30 de abril y 7 de mayo de 2023 | 30 de abril y 7 de mayo de 2023 |   |                | 14 y 21 de mayo de 2023 | 14 y 21 de mayo de 2023 | 14 y 21 de mayo de 2023 |  |
|  |                                 |                                 |                                 |   |                |                         |                         |                         |  |
|  |                                 |                                 |                                 |   |                |                         |                         |                         |  |
|  | Atzeneta U. E.                  | 2                               | 0                               |   |                |                         |                         |                         |  |
|  | Atzeneta U. E.                  | 2                               | 0                               |   |                |                         |                         |                         |  |
|  | C. D. Roda                      | 0                               | 1                               |   |                |                         |                         |                         |  |
|  | C. D. Roda                      | 0                               | 1                               |   | Atzeneta U. E. | 0                       | 0                       |                         |  |
|  |                                 |                                 |                                 |   | Atzeneta U. E. | 0                       | 0                       |                         |  |
|  |                                 |                                 | Torrent C. F.                   | 0 | 1              |                         |                         |                         |  |
|  | Torrent C. F.                   | 0                               | Torrent C. F.                   | 0 | 1              | 2                       |                         |                         |  |
|  | Torrent C. F.                   | 0                               |                                 |   |                | 2                       |                         |                         |  |
|  | Atlético Levante U. D.          | 0                               | 0                               |   |                |                         |                         |                         |  |
|  | Atlético Levante U. D.          | 0                               | 0                               |   |                |                         |                         |                         |  |
|  |                                 |                                 |                                 |   |                |                         |                         |                         |  |

#### Torrent C. F.vs.C. D. Azuaga
El Torrent C. F. se enfrentó por sorteo en una de las nueves finales por el ascenso al club extremeño C. D. Azuaga, a doble partido.
| Ida; 27 de mayo de 2023; 19:00 | C. D. Azuaga | 1:2 (0:1)                       | Torrent C. F.         | Municipal de Deportes, Azuaga | \| Chepe 79' \| \| 28' Juanca Martínez 67' A. Lois \| Árbitro: Cruz Navarro \| Árbitro: Cruz Navarro \| |
| Chepe 79'                      |              | 28' Juanca Martínez 67' A. Lois | Árbitro: Cruz Navarro | Árbitro: Cruz Navarro         | \| Chepe 79' \| \| 28' Juanca Martínez 67' A. Lois \| Árbitro: Cruz Navarro \| Árbitro: Cruz Navarro \| |

| Vuelta; 3 de junio de 2023; 19:00 | Torrent C. F. | 2:0 (1:0) (Global 4:1) | C. D. Azuaga           | San Gregorio, Torrente | \| Ivi 32' J. Zarzo 46' \| \| \| Árbitro: Ibáñez Juárez \| Árbitro: Ibáñez Juárez \| |
| Ivi 32' J. Zarzo 46'              |               |                        | Árbitro: Ibáñez Juárez | Árbitro: Ibáñez Juárez | \| Ivi 32' J. Zarzo 46' \| \| \| Árbitro: Ibáñez Juárez \| Árbitro: Ibáñez Juárez \| |

| Asciende Torrent C. F. |

## Clasificado a la Copa del Rey
| Bandera de la Comunidad Valenciana | Bandera de la Comunidad Valenciana |
| Orihuela C. F.                     | Atzeneta U. E.                     |
| 1.º                                | 2.º                                |

Nota: Hay posibilidad de que el subcampeón se clasifique a la Copa del Rey si no es un equipo filial.